# Paul Guers
Paul Guers, nome d'arte di Paul Jacques Dutron (Tours, 19 dicembre 1927 – Montsoreau, 28 novembre 2016), è stato un attore francese.

## Biografia
Divenne noto per aver interpretato il ruolo del dottor Simon Palmer, il protagonista di Kali Yug, la dea della vendetta (1963) di Mario Camerini.
Il 28 novembre 2016 fu ritrovato morto, insieme alla moglie, nella sua casa a Montsoreau; sembra che entrambi i decessi siano avvenuti intorno al 19 novembre. La donna si sarebbe suicidata subito dopo la morte del coniuge, malato di cancro da tempo.

## Filmografia parziale

### Cinema
- Uomini senza casa (Les Chiffonniers d'Emmaüs), regia di Robert Darène (1955)
- La torre del piacere (La Tour de Nesle), regia di Abel Gance (1955)
- Sofia e il delitto (Sophie et le Crime), regia di Pierre Gaspard-Huit (1955)
- Le collegiali (Les Collégiennes), regia di André Hunebelle (1956)
- Quando l'odio brucia (Les Violents), regia di Henri Calef (1957)
- Totò a Parigi, regia di Camillo Mastrocinque (1958)
- Verso la città del terrore (A Tale of Two Cities), regia di Ralph Thomas (1958)
- Marie-Octobre, regia di Julien Duvivier (1959)
- Il colore della pelle (J'irai cracher sur vos tombes), regia di Michel Gast (1959)
- Sissi, la favorita dello zar (Die Schöne Lügnerin), regia di Axel von Ambesser (1959)
- Le gattine (L'Eau à la bouche), regia di Jacques Doniol-Valcroze (1960)
- Sergent X, regia di Bernard Borderie (1960)
- Due soldi di gloria (Une gueule comme la mienne), regia di Frédéric Dard (1960)
- Au voleur!, regia di Ralph Habib (1961)
- I giganti dell'oro nero (Le Sahara brûle), regia di Michel Gast (1961)
- Il boia aspetterà (Fuga desesperada), regia di José Antonio de la Loma, Robert Vernay (1961)
- Mourir d'amour, regia di Dany Fog (1961)
- La ragazza dagli occhi d'oro (La Fille aux yeux d'or), regia di Jean-Gabriel Albicocco (1961)
- Le parigine (Les Parisiennes), regia di Marc Allégret, Claude Barma (1962)
- Il delitto non paga (Le Crime ne paie pas), regia di Gérard Oury (1962)
- La grande peccatrice (La Baie des Anges), regia di Jacques Demy (1963)
- Kali Yug, la dea della vendetta, regia di Mario Camerini (1963)
- Il mistero del tempio indiano, regia di Mario Camerini (1963)
- La rimpatriata, regia di Damiano Damiani (1963)
- Le Bluffeur, regia di Sergio Gobbi (1964)
- Il magnifico cornuto, regia di Antonio Pietrangeli (1964)
- La fuga, regia di Paolo Spinola (1964)
- Amore mio, regia di Raffaello Matarazzo (1964)
- S.2.S. - Base morte chiama Suniper (La Traite des blanches), regia di Georges Combret (1965)
- La mortale trappola di Belfagor (La Malédiction de Belphégor), regia di Georges Combret (1967)
- Una pelle più calda del sole (Un Épais manteau de sang), regia di José Bénazéraf (1967)
- Una dopo l'altra (Une Femme libre), regia di Claude Pierson (1971)
- Tutta femmina (Le Feu aux lèvres), regia di Pierre Kalfon (1973)
- I piaceri della contessa Gamiani, regia di Rinaldo Bassi (1974)
- Les Noces de porcelaine, regia di Roger Coggio (1975)
- Storia d'amore con delitto (Blondie), regia di Sergio Gobbi (1976)
- Libertés sexuelles, regia di Max Khalifa (1977)
- Le signorine di Wilko (Les Demoiselles de Wilko), regia di Andrzej Wajda (1979)
- Trois places pour le 26, regia di Jacques Demy (1988)
- Il profumo di Yvonne (Le Parfum d'Yvonne), regia di Patrice Leconte (1994)
- L'Affaire, regia di Sergio Gobbi (1994)

### Televisione
- 1963 - Le Maître de Ballantrae
- 1973 - Le Jeune Fabre
- 1973 - La Feuille de Bétel
- 1973 - La Voix venue d'ailleurs
- 1977 - Dossier Danger Immédiat
- 1981 - Au bon beurre
- 1982 - Marion - serie televisiva
- 1983 - La Veuve rouge
- 1984 - La piovra - miniserie televisiva
- 1986 - La piovra 2
- 1987 - La piovra 3
- 1988 - Big Man
- 1989 - Le Grand Secret
- 1994 - Les Yeux d'Hélène

## Teatro
- 1951 - Cymbeline
- 1951 - Le Soulier de satin
- 1952 - Antonio e Cleopatra
- 1953 - Donogoo
- 1953 - Il Cid
- 1954 - Orazio
- 1954 - La regina morta
- 1954 - Fedra
- 1955 - Port-Royal
- 1955 - Aux innocents les mains pleines
- 1955 - Il gioco dell'amore e del caso
- 1956 - Un capriccio
- 1956 - Orazio
- 1956 - Poliuto
- 1956 - La gatta sul tetto che scotta
- 1958 - Lucy Crown
- 1958 - Le Bal du lieutenant Helt
- 1959 - La signora delle camelie
- 1961 - Requiem per una monaca
- 1965 - Gigi
- 1966 - Questa sera a Samarcanda
- 1966 - Becket e il suo re
- 1967 - La città che ha per principe un ragazzo
- 1967 - Pauvre Bitos ou le Dîner de têtes
- 1970 - La città che ha per principe un ragazzo
- 1971 - Il gran maestro di Santiago
- 1973 - Il leone d'inverno
- 1974 - Sodoma e Gomorra
- 1976 - Le mani sporche
- 1977 - Le mani sporche
- 1978 - Le mani sporche
- 1982 - Sherlock Holmes
- 1983 - Un grand avocat

## Doppiatori italiani
- Riccardo Cucciolla in La piovra, La piovra 2, La piovra 3
- Giuseppe Rinaldi in Totò a Parigi, Amore mio
- Pino Locchi in Verso la città del terrore, Il mistero del tempio indiano
- Antonio Guidi in La rimpatriata
- Massimo Turci in La fuga
- Emilio Cigoli in I piaceri della contessa Gamiani
- Dario Penne in Big Man